# Tommi Mäkinen
Tommi Antero Mäkinen (Jyväskylän maalaiskunta nel villaggio di Puuppola, 26 giugno 1964) è un ex pilota di rally finlandese.
La sua indubbia abilità di pilota lo ha fatto appartenere ai cosiddetti "Flying Finns", i Finlandesi Volanti, termine coniato già per i suoi connazionali degli anni passati come per esempio Juha Kankkunen. Mäkinen ha iniziato a praticare il rally nel 1985, alla guida di una Ford Escort RS 2000 al Nokia Rally, diventando campione nazionale finlandese nel 1988 e del mondo per ben 4 volte dal 1996 al 1999 al volante di una competitiva Mitsubishi.
La sua prima vittoria in un rally mondiale è datata 1994, quando vinse il Rally di Finlandia a bordo di una Ford Escort, mentre la sua ultima vittoria la conquistò nel 2002 al Rally di Monte Carlo. In carriera ha corso con diverse macchine, tra cui Nissan Sunny, Lancia Delta, Mitsubishi Lancer Evo III, IV, V e VI. Dal 2002 al 2003 (anno del suo ritiro dalle corse) ha gareggiato per la Subaru, senza però ripetere i fasti della prima parte della sua carriera. In totale ha vinto 24 gare.

## Carriera
Makinen vinse il suo primo rally mondiale nel 1994, quando trionfò al Rally dei 1000 laghi (oggi è il Rally di Finlandia) con una Ford Escort RS Cosworth. Makinen arrivò tardi rispetto agli standard nel circo del rally, sedendosi per la prima volta in una vettura del Gruppo A stabilmente per tutta la stagione solo nel 1995, quando venne ingaggiato dalla Mitsubishi Motorsport a fianco del veterano svedese Kenneth Eriksson vincitore del campionato rally Gruppo A nel 1986.
Il Safari Rally vinto l'anno dopo fu la base di un'annata trionfale, che culminò nella conquista del titolo nel rally d'Australia staccando irrimediabilmente il rivale Colin McRae su Subaru Impreza. Makinen proseguì nei suoi successi per i 4 anni consecutivi, consegnando alla Mitsubishi altrettanti titoli mondiali piloti e uno Costruttori nel 1998, grazie alla collaborazione di un giovane Richard Burns. Nel Rally di Corsica 1997 è protagonista di un incidente piuttosto violento: dopo aver affrontato una zona molto veloce di una speciale, Tommi urta in piena velocità una mucca finita in mezzo alla strada, precipitando in un burrone facendo un volo di circa 40 metri d'altezza: nonostante l'auto distrutta, Tommi e il suo copilota Seppo Harjanne escono illesi.
Nel 1998, Tommi vince il suo terzo titolo in maniera piuttosto fortunosa: nel Rally di Gran Bretagna, ultima prova del mondiale, Tommi si trova con pochi punti di vantaggio su Carlos Sainz (Toyota Corolla). Nel primo giorno di gara Tommi scivola su una chiazza d'olio lasciata poco prima da un partecipante ad una gara di auto storiche, la vettura colpisce un blocco di cemento causando la rottura della ruota posteriore destra. La botta costringe Tommi al ritiro, e a questo punto se Sainz arrivasse almeno quarto, sarebbe lui a vincere il terzo titolo personale (aveva già vinto il campionato mondiale nel 1990 e nel 1992). Nell'ultima speciale, a soli 500 metri dal traguardo, l'auto di Sainz rompe una biella, giocando uno scherzo crudele al pilota madrileno, e "restituendo" il titolo a Makinen. Tommi ricevette la notizia della sua vittoria dal fratello, proprio mentre stava per imbarcarsi sull'aereo che lo avrebbe riportato in Finlandia.
Nel 2000, nonostante la vittoria nel rally di Monte Carlo, dovette lasciare lo scettro di campione al connazionale Marcus Grönholm. Nonostante non avesse vinto il titolo, la Mitsubishi creò una edizione speciale della sua Evolution da strada, denominata proprio Tommi Makinen Edition (TME), per commemorare le vittorie negli anni precedenti. La TME era basata sulla Evolution VI ed era caratterizzata da una colorazione rossa con bande orizzontali bianche e nere, esattamente come la vettura che Makinen usava nel WRC.
Makinen rimase in Mitsubishi fino al 2001, anno in cui terminò terzo il campionato dietro a Burns e McRae, rispettivamente su Impreza e Focus RS. In quello stesso anno è protagonista, al Rally di Corsica, di un incidente che poteva avere conseguenze ben peggiori. In una zona molto impervia, nell'attraversamento di un passaggio stretto, Makinen strinse troppo una curva urtando la parete di roccia alla sua sinistra. La macchina si capovolse e finì a ruote all'aria in bilico sull'orlo del precipizio che si trovava sulla destra. I soccorsi impiegarono non poco tempo a trarre d'impaccio Makinen ed il navigatore Mannisenmaki.

### Il ritiro e l'approdo alla Toyota
Nel 2002 a causa di un altro incidente che lo vede coinvolto al Rally di Argentina nel quale la sua Subaru è protagonista di un ribaltamento multiplo a forte velocità, e ciò unito a una serie di prestazioni negative, fanno sì che Mäkinen decida di ritirarsi dalle competizioni agonistiche, con un palmares composto da quattro mondiali vinti, rendendolo uno dei piloti più titolati nei rally. Nel 2004 fonda la Tommi Mäkinen Racing, distributrice e fornitrice delle vetture da rally Subaru da gruppo N e R4.

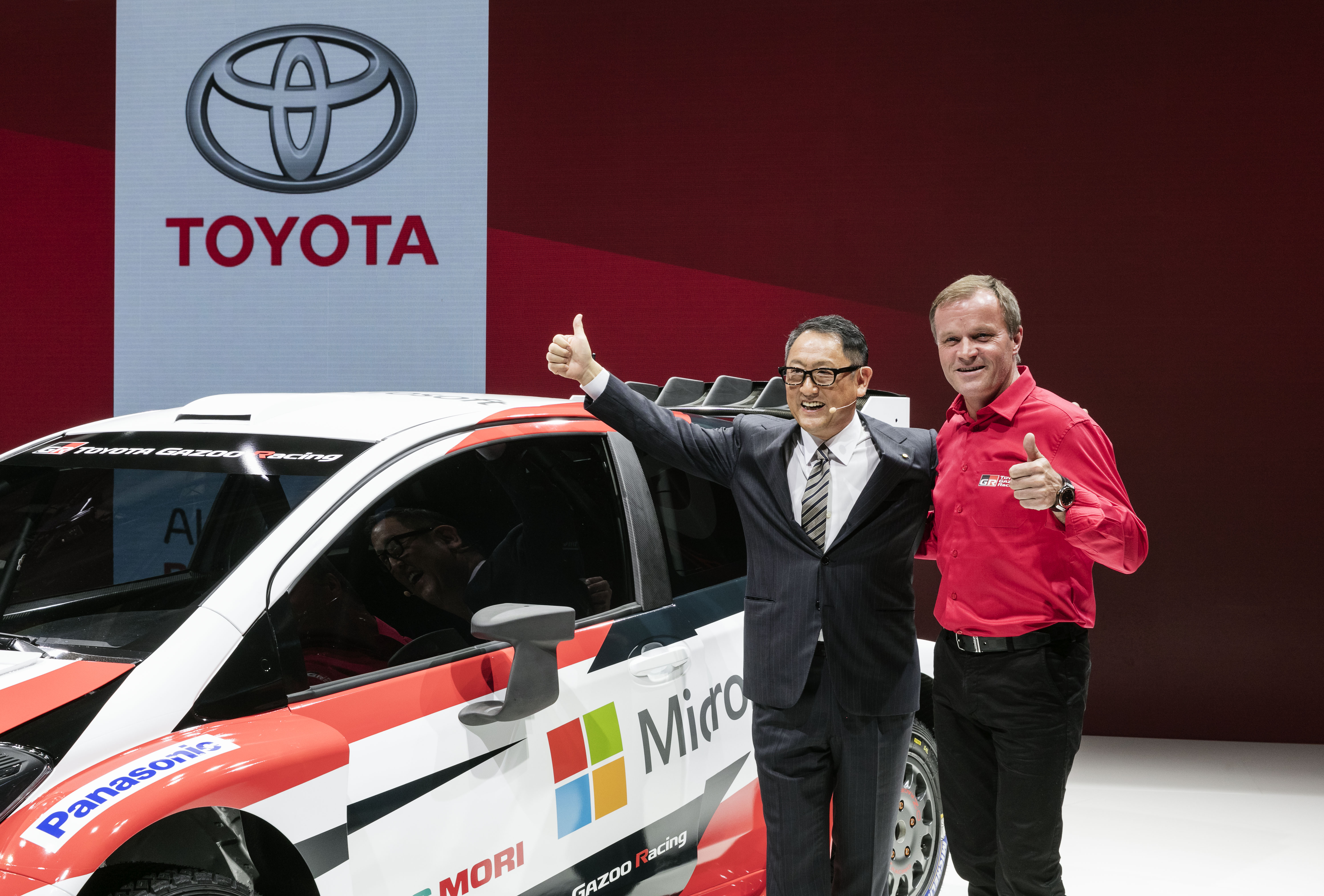
Tommi Mäkinen a destra con a sinistra Akio Toyoda CEO della Toyota, alla presentazione della Yaris WRC nel 2016

Attualmente, è team manager per la Toyota nel team Toyota Gazoo Racing al suo rientro, con la Yaris WRC, nel campionato mondiale, avvenuto al Rally di Montecarlo 2017 per la sua 85ª edizione. Durante il 2016, ha occasionalmente testato personalmente la nuova Yaris quando ancora la vettura era in fase di test e soddisfaceva i requisiti antecedenti al 2017. Successivamente verrà portata allo stadio di WRC Plus (la nuova classe regina, con alcune nuove regole sulla potenza dei motori, sulle dimensioni delle auto e sull'aerodinamicità delle vetture), con un nuovo profilo aerodinamico e un vistoso alettone posteriore. Ha inoltre contribuito a designare gli attuali piloti della nuova Yaris WRC Plus (curiosamente tutti suoi connazionali), puntando sull'ex pilota Volkswagen Jari-Matti Latvala, sull'ex campione IRC 2010 Juho Hanninen e sul promettente Esapekka Lappi, vincitore del titolo europeo nel 2014 e del titolo WRC2 nel 2016. Alla fine della stagione d'esordio, Latvala e Lappi conseguiranno una vittoria a testa, rispettivamente in Svezia e in Finlandia, dimostrando che la vettura ha sì ancora qualche problema su certe superfici, ma è competitiva.
Per la stagione 2018 il team manager finlandese sostituisce Juho Hanninen, prelevando dal team M-Sport l'estone Ott Tanak, vincitore, a bordo della Fiesta WRC del team anglo-americano, del rally d'Italia in Sardegna e del rally di Germania nel 2017. Tanak si dimostra competitivo con una Yaris migliorata, al punto di arrivare vicinissimo alla vittoria nel rally di Montecarlo (un errore e una guida perfetta di Ogier glielo impediscono) e arrivando secondo in Corsica, dopo una rimonta dal quarto posto.
Nel 2018 la Toyota conquista dopo 19 anni il titolo costruttori, mentre nel 2019 arriva quello piloti con Tanak.
Sposato e padre di due bambini, dal 1999 vive tra Monaco e Jyväskylä insieme alla sua famiglia.

## Risultati nel mondiale rally
| 1987 | Scuderia | Vettura             |  |  |  |  |  |  |  |  |  |     |  |  |  |  | Punti | Pos. |
| ---- | -------- | ------------------- |  |  |  |  |  |  |  |  |  | --- |  |  |  |  | ----- | ---- |
| 1987 |          | Lancia Delta HF 4WD |  |  |  |  |  |  |  |  |  | Rit |  |  |  |  | 0     |      |

| 1988 | Scuderia | Vettura                                      |  |  |  |  |  |  |  |  |  |     |  |  |     |  | Punti | Pos. |
| ---- | -------- | -------------------------------------------- |  |  |  |  |  |  |  |  |  | --- |  |  | --- |  | ----- | ---- |
| 1988 |          | Lancia Delta HF 4WD e Lancia Delta Integrale |  |  |  |  |  |  |  |  |  | Rit |  |  | Rit |  | 0     |      |

| 1989 | Scuderia | Vettura                |  |     |  |  |  |  |  |  |     |  |  |  |  |  | Punti | Pos. |
| ---- | -------- | ---------------------- |  | --- |  |  |  |  |  |  | --- |  |  |  |  |  | ----- | ---- |
| 1989 |          | Lancia Delta Integrale |  | Rit |  |  |  |  |  |  | Rit |  |  |  |  |  | 0     |      |

| 1990 | Scuderia             | Vettura                |  |  |  |  |  |   |  |    |   |    |  |     |  |  | Punti | Pos. |
| ---- | -------------------- | ---------------------- |  |  |  |  |  | - |  | -- | - | -- |  | --- |  |  | ----- | ---- |
| 1990 | Pro Sport Rally Team | Mitsubishi Galant VR-4 |  |  |  |  |  | 6 |  | 11 | 7 | 13 |  | Rit |  |  | 10    | 24º  |

| 1991 | Scuderia | Vettura                                                             |  |    |     |  |  |  |     |  |   |  |  |  |  |     | Punti | Pos. |
| ---- | -------- | ------------------------------------------------------------------- |  | -- | --- |  |  |  | --- |  | - |  |  |  |  | --- | ----- | ---- |
| 1991 |          | Ford Sierra RS Cosworth 4x4, Mitsubishi Galant VR-4 e Mazda 323 GTX |  | 13 | Rit |  |  |  | Rit |  | 5 |  |  |  |  | Rit | 8     | 29º  |

| 1992 | Scuderia                  | Vettura            |   |  |     |  |  |  |  |  |     |  |  |  |  |   | Punti | Pos. |
| ---- | ------------------------- | ------------------ | - |  | --- |  |  |  |  |  | --- |  |  |  |  | - | ----- | ---- |
| 1992 | Nissan Motorsports Europe | Nissan Sunny GTI-R | 9 |  | Rit |  |  |  |  |  | Rit |  |  |  |  | 8 | 5     | 40º  |

| 1993 | Scuderia | Vettura                |  |   |  |  |  |   |  |  |   |  |  |  |  |  | Punti | Pos. |
| ---- | -------- | ---------------------- |  | - |  |  |  | - |  |  | - |  |  |  |  |  | ----- | ---- |
| 1993 | Astra    | Lancia Delta Integrale |  | 4 |  |  |  | 6 |  |  | 4 |  |  |  |  |  | 26    | 10º  |

| 1994 | Scuderia | Vettura                                                             |  |     |  |  |  |  |  |   |     |   |  |  |  |  | Punti | Pos. |
| ---- | -------- | ------------------------------------------------------------------- |  | --- |  |  |  |  |  | - | --- | - |  |  |  |  | ----- | ---- |
| 1994 |          | Nissan Sunny GTI, Ford Escort RS Cosworth e Mitsubishi Lancer Evo 2 |  | Rit |  |  |  |  |  | 1 | Rit | 9 |  |  |  |  | 22    | 10º  |

| 1995 | Scuderia | Vettura                                            |   |   |  |   |     |   |     |     |  |  |  |  |  |  | Punti | Pos. |
| ---- | -------- | -------------------------------------------------- | - | - |  | - | --- | - | --- | --- |  |  |  |  |  |  | ----- | ---- |
| 1995 | Ralliart | Mitsubishi Lancer Evo II Mitsubishi Lancer Evo III | 4 | 2 |  | 8 | Rit | 4 | Rit | Rit |  |  |  |  |  |  | 38    | 5º   |

| 1996 | Scuderia | Vettura                   |   |   |     |   |   |   |   |     |   |  |  |  |  |  | Punti | Pos. |
| ---- | -------- | ------------------------- | - | - | --- | - | - | - | - | --- | - |  |  |  |  |  | ----- | ---- |
| 1996 | Ralliart | Mitsubishi Lancer Evo III | 1 | 1 | Rit | 2 | 1 | 1 | 1 | Rit | 5 |  |  |  |  |  | 123   | 1º   |

| 1997 | Scuderia | Vettura                  |   |   |     |   |   |     |   |   |     |   |     |   |   |   | Punti | Pos. |
| ---- | -------- | ------------------------ | - | - | --- | - | - | --- | - | - | --- | - | --- | - | - | - | ----- | ---- |
| 1997 | Ralliart | Mitsubishi Lancer Evo IV | 3 | 3 | Rit | 1 | 1 | Rit | 1 | 3 | Rit | 1 | Rit | 3 | 2 | 6 | 63    | 1º   |

| 1998 | Scuderia | Vettura                                          |     |   |     |     |   |     |   |     |   |   |   |   |     |  | Punti | Pos. |
| ---- | -------- | ------------------------------------------------ | --- | - | --- | --- | - | --- | - | --- | - | - | - | - | --- |  | ----- | ---- |
| 1998 | Ralliart | Mitsubishi Lancer Evo IV Mitsubishi Lancer Evo V | Rit | 1 | Rit | Rit | 3 | Rit | 1 | Rit | 3 | 1 | 1 | 1 | Rit |  | 58    | 1º   |

| 1999 | Scuderia | Vettura                  |   |   |    |   |   |    |   |   |   |      |     |   |   |     | Punti | Pos. |
| ---- | -------- | ------------------------ | - | - | -- | - | - | -- | - | - | - | ---- | --- | - | - | --- | ----- | ---- |
| 1999 | Ralliart | Mitsubishi Lancer Evo VI | 1 | 1 | SQ | 5 | 3 | 62 | 4 | 3 | 1 | Rit2 | Rit | 1 | 3 | Rit | 62    | 1º   |

| 2000 | Scuderia | Vettura                  |   |   |     |     |   |   |     |     |   |   |     |   |    |   | Punti | Pos. |
| ---- | -------- | ------------------------ | - | - | --- | --- | - | - | --- | --- | - | - | --- | - | -- | - | ----- | ---- |
| 2000 | Ralliart | Mitsubishi Lancer Evo VI | 1 | 2 | Rit | Rit | 4 | 3 | Rit | Rit | 4 | 5 | Rit | 3 | SQ | 3 | 36    | 5º   |

| 2001 | Scuderia | Vettura                                         |   |     |   |   |   |     |   |   |     |   |     |     |   |     | Punti | Pos. |
| ---- | -------- | ----------------------------------------------- | - | --- | - | - | - | --- | - | - | --- | - | --- | --- | - | --- | ----- | ---- |
| 2001 | Ralliart | Mitsubishi Lancer Evo 6.5 Mitsubishi Lancer WRC | 1 | Rit | 1 | 3 | 4 | Rit | 4 | 1 | Rit | 8 | Rit | Rit | 6 | Rit | 41    | 3º   |

| 2002 | Scuderia                | Vettura                                             |   |     |     |     |   |     |     |     |   |   |     |   |    |   | Punti | Pos. |
| ---- | ----------------------- | --------------------------------------------------- | - | --- | --- | --- | - | --- | --- | --- | - | - | --- | - | -- | - | ----- | ---- |
| 2002 | Subaru World Rally Team | Subaru Impreza S7 WRC '01 Subaru Impreza S8 WRC '02 | 1 | Rit | Rit | Rit | 3 | Rit | Rit | Rit | 6 | 7 | Rit | 3 | SQ | 4 | 22    | 8º   |

| 2003 | Scuderia                | Vettura                   |     |   |   |   |     |   |     |     |   |   |    |   |   |   | Punti | Pos. |
| ---- | ----------------------- | ------------------------- | --- | - | - | - | --- | - | --- | --- | - | - | -- | - | - | - | ----- | ---- |
| 2003 | Subaru World Rally Team | Subaru Impreza S9 WRC '03 | Rit | 2 | 8 | 7 | Rit | 5 | Rit | Rit | 6 | 6 | 10 | 7 | 8 | 3 | 30    | 8º   |

| Legenda | 1º posto | 2º posto | 3º posto | A punti | Senza punti | Ritirato | Squalificato | NP=Non partito C=Gara cancellata | Apice=Power stage |

## Vittorie in WRC
- 4 Volte Campione del Mondo nel, 1996, 1997, 1998, 1999.

### Gare vinte
- - 4 volte il Rally di Finlandia: 1994, 1996, 1997, 1998
- - 4 volte il Rally di Monte Carlo: 1999, 2000, 2001, 2002
- - 3 volte il Rally d'Argentina: 1996, 1997, 1998
- - 3 volte il Rally di Svezia: 1996, 1998, 1999
- - 2 volte il Safari Rally: 1996, 2001
- - 2 volte il Rally d'Australia: 1996, 1998
- - 2 volte il Rally del Portogallo: 1997, 2001
- - 2 volte il Rally di Sanremo: 1998, 1999
- - 1 volte il Rally di Catalogna: 1997
- - 1 volte il Rally di Nuova Zelanda: 1999

## Tommi Mäkinen nei media
Nel 1998 la Europress ha rilasciato un videogame per PlayStation, Tommi Mäkinen Rally, utilizzando il nome del pilota finlandese.